# Los Trece
Los Trece (I Tredici) sono un gruppo di persone accusate di terrorismo in Ecuador, accusa nata dopo la crisi politica del 2010.

## Chi sono
In Ecuador, c'è un gruppo di 13 attivisti democratici accusati di terrorismo e di aver orchestrato un colpo di stato per deporre Rafael Correa il 30 settembre 2010. Il gruppo è composto da persone provenienti da diversi ambiti sociali; si tratta di accademici, liberi professionisti, studenti, militari, tra i quali vi è anche l'avvocato Pablo Guerrero Martínez, la rappresentante studentesca Maria Alejandra Cevallos e l'ex colonnello Galo Monteverde.
Quello che Los Trece hanno fatto è stato protestare pacificamente per la libertà di espressione e la consapevolezza e sensibilizzazione tra i cittadini contro l'adozione della nuova Legge sulla Pubblica Comunicazione, conosciuta anche come la Legge Globale Bavaglio (Global Ley Mordaza). Questa legge è molto simile a quella approvata da Hugo Chávez in Venezuela, e che ha portato alla chiusura di molti dei principali media. Il caso emblematico è stato quello della RCTV.
La versione ecuadoregna della Legge Bavaglio, approvata nonostante tutto nel giugno 2013, ha già fatto le sue prime vittime tra i media del Paese: l'ultima è stata la rivista "Vanguardia", la quale è stata costretta a chiudere dopo sette anni di accurate ricerche giornalistiche.
Casi come questi ve ne sono molti altri. Ma è grazie a tutto ciò che molte organizzazioni internazionali hanno iniziato a prestare attenzione a ciò che accadeva in Ecuador relativo alla libertà di espressione, tra cui la Commissione Inter-Americana dei diritti umani (IACHR), la Società Inter-Americana della Stampa (IAPA), Human Rights Watch (HRW), Freedom House, e molte altre.

## Che cos'è esattamente "il caso Los Trece"?
Il 30 settembre 2010, durante la rivolta del reggimento della Polizia di Quito, la quale finì con una dozzina di morti e moltissimi feriti e arrestati, le catene televisive ecuadoregne evitarono di trasmettere, per non renderli pubblici, i dettagli di quegli eventi.
Parallelamente, e come ogni giovedì, quel giorno il gruppo Los Trece stava procedendo con la consueta marcia pacifica contro la Legge Bavaglio nei pressi dei vari canali statali. Arrivati alla sede dell'ECTV, decisero di provare a richiedere un'intervista per comunicare al paese la realtà dei fatti di quei giorni, e non solo quella ufficiale del governo.
Dopo che solo cinque di loro vennero autorizzati ad entrare nell'edificio, ciò che successe nemmeno i presenti riescono a spiegarlo: ma, dopo il loro ingresso, essi furono accusati di essere dei terroristi, dei sabotatori, che volevano prendere possesso del canale televisivo e organizzare un colpo di stato.
Come molte organizzazioni internazionali che si occupano di diritti umani hanno testimoniato, si trattò, e si tratta tuttora, di un caso di persecuzione politica, a seguito della quale molti dei membri di Los Trece sono stati costretti a scappare dall'Ecuador per non incorrere in condanne fino a dodici anni di prigione, pene che si sono tramutate in mandati di arresto internazionali.

## Libertà di espressione minacciata
Rafael Correa, durante gli anni al potere, ha costruito un ingegnoso apparato in grado di sopprimere la libertà di espressione, soprattutto per controllare l'opposizione e rimanere al potere il più tempo possibile. I media, da quel momento in poi, iniziarono ad essere considerati come "nemici", e considerati corrotti o mediocri.
A partire dal febbraio 2013, inoltre, ai pubblici ufficiali è proibito rilasciare dichiarazioni a media privati, e nessuno tra questi ultimi è autorizzato a nominare i candidati presidenziali o mostrare le loro fotografie.
Ma questi non sono che pochi esempi di quello che ha fatto Correa da quando è salito al potere nel 2007, tra i quali uno dei più imponenti è stata la costruzione di un enorme conglomerato di media statali, comprendente 15 stazioni radio, televisive, giornalistiche, ecc.
Per tre anni, il governo ha provato a far approvare la Legge sulle Comunicazioni; il progetto era stato presentato come un mezzo per democratizzare i media, ma quello che ne è risultato alla fine è la creazione di un Consiglio Regolatorio con poteri sufficienti a controllare la stampa e a determinare le penalità in caso di "violazioni". Inoltre, tutto ciò è stato accompagnato da altre manovre legali in grado di punire chi critica la sua amministrazione: un caso eclatante è stata la denuncia per diffamazione, con richiesta di risarcimento pari a 10 milioni, contro Juan Carlos Calderón per aver scritto il libro "Big Brother", in cui denunciava la corruzione esistente all'interno della famiglia presidenziale, nonché quella contro un opinionista del giornale El Universo di Guayaquil.
Nonostante il crimine di diffamazione non sia internazionalmente accettato, in Ecuador è stato reintrodotto il reato di "diffamazione a mezzo stampa", punibile, sotto il Codice Penale, con multe e prigione. A livello nazionale, si dice che il 74% degli Ecuadoregni rigetta gli attacchi del proprio Presidente contro la stampa; tuttavia, questo dato è stato commentato da Raúl Vallejo, ambasciatore dell'Ecuador in Colombia, non come un sintomo della mancanza di libertà di espressione nel Paese, ma solo in quanto alle persone non piace il modo in cui l'attuale Presidente si esprime.

## Anche contro i cittadini
Nonostante i sondaggi, i cittadini hanno manifestato raramente in favore della libertà di espressione. Secondo Simón Pachano, politologo e professione della Facoltà Latinoamericana di Scienze Sociali, questo comportamento ha una spiegazione storica: "l'Ecuador non ha avuto precedenti esperienze di dittature e quindi vive le varie soppressioni delle libertà come un problema dei giornalisti o dei proprietari dei giornali o dei canali televisivi, e non come un problema della società".
Tuttavia, il problema è lontano dall'essere solo dei giornalisti. In molte occasioni, il Presidente ha ordinato l'arresto di numerosi cittadini per aver parlato o manifestato contro il suo governo. Molti casi documentati sono quelli che hanno visto coinvolti Marcos Sovenis, Germán Ponce, o Irma Parra, i quali sono stati picchiati, minacciati e addirittura detenuti per più giorni.
Nonostante l'evidenza, il governo ha sempre confutato tutto ciò; e quando quest'apparato repressivo ha fatto sì che gli altri candidati presidenziali alle elezioni del febbraio 2013 non potessero esprimersi, Correa ha semplicemente risposto che nel suo piano vi è rimanere al governo come il suo amico Hugo Chávez.

## Oltre i confini
"Come se le continue minacce e molestie ai giornalisti e ai difensori dei diritti umani in Ecuador non fossero abbastanza, Rafael Correa ha provato anche ad "esportare" le sue politiche a livello internazionale, cercando di sottrarre potere allo Special Rapporteur for Freedom of Expression, precisamente perché questo importante organo ha criticato pubblicamente la condotta del governo", secondo quanto riporta José Miguel Vivanco Semana, direttore della Divisione Americana di Human Rights Watch.